# Trilacuna songyuae
Trilacuna songyuae es una especie de araña araneomorfa del género Trilacuna, familia Oonopidae. Fue descrita científicamente por Tong & Li en 2018.
Habita en China.